# ابراهیم‌آباد (بشاریات)
ابراهیم‌آباد یک منطقهٔ مسکونی در ایران است که در دهستان بشاریات غربی واقع شده‌است. براساس سرشماری مرکز آمار ایران در سال ۱۳۹۵، ابراهیم‌آباد ۴۰۸ نفر جمعیت دارد.